# Trojkafatning
Trojkafatning er et udtryk man møder i folkedansregi for et par at holde på. Trojkafatning er et halvt sidevendt korsgreb, hvor damens venstre hånd møder herrens venstre. Herrens højre hånd går op bagom damens nakke og møder hendes højre hånd. For damens vedkommende skal hun række hånden op som ville hun tage fat i en sikkerheds sele bag sig, hvis hun sad i en bil.